# Geoffrey Maitland
Geoffrey Douglas Maitland (* 1924 in Adelaide, Australien; † 22. Januar 2010 ebenda) war ein australischer Physiotherapeut und Entwickler des Maitland Concepts, eines Therapiekonzepts im Bereich der Manuellen Therapie.

## Leben und Wirken
Maitland wurde im Alter von 18 Jahren von der Royal Australian Air Force eingezogen und im Zweiten Weltkrieg unter anderem in der Luftschlacht um England eingesetzt. So lernte er auch seine Frau Anne kennen, welche ihn später bei der Organisation und dem Abhalten von Kursen und dem Verfassen von Büchern unterstützte. Er absolvierte von 1946 bis 1949 eine Ausbildung zum Physiotherapeuten. Es ergaben sich Angestelltenverhältnisse in Spitälern, später einer Privatpraxis und 1951 zusätzlich ein Auftrag als klinischer Tutor an der Physiotherapieschule der University of South Australia. Hierbei spezialisierte sich auf die Therapie von Patienten mit neuromuskulären Beschwerden und eignete sich hierzu Techniken der europäischen Manualtherapeuten an. Durch ein Stipendium konnte er ihm gemeinsam mit seiner Frau im Jahr 1961 eine Reise nach England durchführen, wo er Vertreter der Manuellen Medizin, wie John Mennell, James Mennell, James Cyriax, Edgar Cyriax, Alan Stoddard und Gregor Grieve, persönlich kennenlernte. Noch im selben Jahr veröffentlichte Maitland einen Artikel im Australian Journal of Physiotherapy, in dem er die Prinzipien der Therapieformen von Cyriax und Stoddard vorstellte und die Etablierung von manipulativen Techniken an der Wirbelsäule in Australien forderte. Maitland begann zudem mit der Durchführung von Kursen und erreichte die Etablierung eines Diplom-Studiengangs in Manual Therapy (MT) an der University of South Australia im Jahr 1974. Im selben Jahr gründete Maitland gemeinsam mit Freddy Kaltenborn und weiteren Therapeuten die International Federation of Orthopaedic Manipulative Physical Therapists (IFOMPT). Maitland war 1970 auch Gründungsmitglied eines Expertenkomitees, welches die Australian Physiotherapy Association (welcher er angehörte) in der Anerkennung ausländischer Qualifikationen in Australien beriet.
Von 1978 bis 1990 hielt Maitland alle zwei Jahre Kurse in einem medizinischen Fortbildungszentrum in Bad Ragaz (Schweiz) ab. Mit der Gründung der International Maitland Teachers Association (IMTA) im Jahr 1992 wurden Kurse an einem eigenen Fortbildungszentrum in Zurzach (Schweiz) und in anderen Ländern durchgeführt.
In seinen Publikationen („Vertebral Manipulation“, Erstauflage 1964 und „Peripheral Manipulation“, Erstauflage 1970) postulierte Maitland ein sogenanntes „Denkmodell Brickwall“, welches Therapeuten aufmerksamer für Widersprüche in der Hypothesenfindung machen und gleichzeitig mehr Sicherheit in der Behandlung bieten soll.

## Publikationen (Auswahl)
- Manipulation der peripheren Gelenke. Springer, Berlin 1988, ISBN 3-540-18497-X.
- Manipulation der Wirbelsäule. Springer, Berlin 1991, ISBN 3-540-52882-2.